# Mike Matas
Pour les articles homonymes, voir Matas (homonymie).
 (décembre 2021).
La mise en forme du texte ne suit pas les recommandations de Wikipédia : il faut le « wikifier ».
Les points d'amélioration suivants sont les cas les plus fréquents. Le détail des points à revoir est peut-être précisé sur la page de discussion.
- Les titres sont pré-formatés par le logiciel. Ils ne sont ni en capitales, ni en gras.
- Le texte ne doit pas être écrit en capitales (les noms de famille non plus), ni en gras, ni en italique, ni en « petit »…
- Le gras n'est utilisé que pour surligner le titre de l'article dans l'introduction, une seule fois.
- L'italique est rarement utilisé : mots en langue étrangère, titres d'œuvres, noms de bateaux, etc.
- Les citations ne sont pas en italique mais en corps de texte normal. Elles sont entourées par des guillemets français : « et ».
- Les listes à puces sont à éviter, des paragraphes rédigés étant largement préférés. Les tableaux sont à réserver à la présentation de données structurées (résultats, etc.).
- Les appels de note de bas de page (petits chiffres en exposant, introduits par l'outil «  Source ») sont à placer entre la fin de phrase et le point final[comme ça].
- Les liens internes (vers d'autres articles de Wikipédia) sont à choisir avec parcimonie. Créez des liens vers des articles approfondissant le sujet. Les termes génériques sans rapport avec le sujet sont à éviter, ainsi que les répétitions de liens vers un même terme.
- Les liens externes sont à placer uniquement dans une section « Liens externes », à la fin de l'article. Ces liens sont à choisir avec parcimonie suivant les règles définies. Si un lien sert de source à l'article, son insertion dans le texte est à faire par les notes de bas de page.
- La présentation des références doit suivre les conventions bibliographiques. Il est recommandé d'utiliser les modèles {{Ouvrage}}, {{Chapitre}}, {{Article}}, {{Lien web}} et/ou {{Bibliographie}}. Le mode d'édition visuel peut mettre en forme automatiquement les références.
- Insérer une infobox (cadre d'informations à droite) n'est pas obligatoire pour parachever la mise en page.

Pour une aide détaillée, merci de consulter Aide:Wikification.
Si vous pensez que ces points ont été résolus, vous pouvez retirer ce bandeau et améliorer la mise en forme d'un autre article.
 (décembre 2021).
Mike Matas (né à Seattle, Washington, le 23 mars 1986) est un concepteur d'interfaces utilisateur et un artiste d'icônes. Il a précédemment travaillé chez The Omni Group en tant que travail d'interface et de conception graphique. Matas a cofondé Delicious Monster en 2004 avec Wil Shipley.
Il a ensuite travaillé chez Apple, Inc. et a conçu certaines des principales interfaces utilisateur de Mac OS X, iOS pour les produits Apple,. De plus, il a été répertorié comme co-inventeur sur les brevets déposés par Apple. 

## Carrière

### Facebook
Pendant son séjour chez Facebook, il a fait partie intégrante de la conception de Facebook Paper (avec Kimon Tsinteris). Le descendant direct de Facebook Paper a également été créé par Matas et Tsinteris, Facebook Instant Articles.

### Nest
Après Apple, Matas a travaillé dans l'équipe qui a conçu le Nest Learning Thermostat . Il a ensuite fondé Push Pop Press, une société d'édition numérique qui a créé le livre interactif Our Choice d' Al Gore,.
Matas a présenté à TED en 2011 son travail à Push Pop pour le livre interactif d'Al Gore Our Choice,.

### Lobe.ai
Il travaille actuellement avec Adam Menges et Markus Beissinger sur une nouvelle start-up, Lobe.ai. Lobe.ai "crée un outil visuel facile à utiliser pour aider à donner aux personnes de divers horizons et disciplines la capacité d'inventer avec un apprentissage en profondeur". Il a été annoncé que Lobe serait racheté par Microsoft en septembre 2018.